# هند حسناوي
هند حسناوي (بالفرنسية: Hind Hasnaoui) هي لاعبة كرة قدم مغربية دولية من مواليد 13 شتنبر 1996، تلعب كحارسة مرمى لنادي الجيش الملكي والمنتخب المغربي لكرة القدم للسيدات.

## المسيرة المهنية

### مسارها مع النادي
تلعب حسناوي لصالح نادي الجيش الملكي. حلت محل خديجة الرميشي في عدة مقابلات كروية، وفازت بالعديد من ألقاب البطولات الوطنية وكأس العرش مع نادي الجيش.

#### دوري أبطال أفريقيا 2021
كانت هند حسناوي ضمن الفريق الذي لعب النسخة الأولى من دوري أبطال إفريقيا الذي نظم في نونبر 2021 في مصر حيث احتل الفريق المركز الثالث في هذه التظاهرة، لكن هند لم تتح لها فرصة المشاركة في هذه المقابلة.

#### دوري أبطال أفريقيا 2022
في 13 نونبر 2022 فاز الجيش الملكي بالمسابقة للمرة الأولى في تاريخه على حساب حامل اللقب ماميلودي صنداونز بعد فوزه بأربعة أهداف مقابل صفر.
رغم أن هند حسناوي هي حارسة المرمى الاحتياطية لخديجة الرميشي في المجموعة، إلا انها لم تشارك في أية مباراة خلال هذه النسخة.

### المسار مع المنتخب الوطني
تم استدعاء هند حسناوي بانتظام للمنتخب الوطني المغربي منذ عام 2020 في كثير من المناسبات كحارسة مرمى ثانية أو ثالثة.
في سبتمبر 2021، كانت ضمن مجموعة اللاعبات اللاتي شاركن في كأس عائشة بخاري كحارسة مرمى ثالثة.
في الشهر الموالي، تم استدعاء هند حسناوي للتدريب في إسبانيا حيث واجه المنتخب المغربي نظيره الإسباني وأتلتيكو مدريد. على الرغم من ظهورها في المجموعة، إلا أنها لم تلعب خلال هذا التدريب.
في فبراير 2022، فازت مع المنتخب المغربي ببطولة مالطا الدولية دون أن تتاح لها فرصة اللعب في مباريات هذه البطولة.
في 8 أبريل 2022 لعبت الدقائق الأولى لها مرتدية قميص لبؤات الأطلس، حيث لعبت بدلاً عن خديجة الرميتشي في الدقيقة 71 ضد غامبيا في مباراة تحضيرية في كأس إفريقيا للأمم 2022.

#### كأس الأمم الأفريقية 2022
في يوليوز 2022، هند حسناوي تتواجد ضمن قائمة 26 لاعبة اللاتي تم استدعاؤهن من طرف رينالد بيدروز لتمثيل المنتخب المغربي في كأس إفريقيا للأمم 2022.
على الرغم من تواجد هند حسناوي في المجموعة، إلا أنها لم تلعب أية مباراة في كأس الأمم الإفريقية.

## الجوائز

### مع النادي
نادي الجيش الملكي للسيدات
- البطولة الوطنية المغربية للسيدات (5)
  - البطل: 2018 و2019 و2020 و2021 و2022
- كأس العرش للسيدات (4)
  - الفائز: 2017، 2018، 2019، 2020[9]
- دوري أبطال إفريقيا للسيدات
  - المركز الثالث: 2021
  -  الفائز: 2022

### مع المنتخب المغربي
- كأس عائشة بخاري
  - الوصيف: 2021
- بطولة مالطا الدولية لكرة القدم للسيدات
  - الفائز: 2022[10]
- كأس الأمم الأفريقية للسيدات
  -  الوصيف: 2022

## وصلات خارجية
- هند حسناوي على موقع playmakerstats